# Dragons (film, 2025)
Pour les articles homonymes, voir Dragon (homonymie).
Série
Dragons 2
Pour plus de détails, voir Fiche technique et Distribution.
Dragons (How to Train Your Dragon) est un film d'aventure fantastique américain écrit, co-produit et réalisé par Dean DeBlois et sorti en 2025.
Il s'agit d'un remake en prise de vues réelles du film d'animation Dragons de DreamWorks Animation, lui-même adapté des romans Harold et les Dragons de Cressida Cowell.

## Synopsis
Sur l'île accidentée de Berk, où les Vikings et les dragons sont des ennemis acharnés depuis des générations, Harold, le fils inventif mais maltraité de son père le chef Stoïk La Brute, défie des siècles de pratique traditionnelle de combat contre les dragons lorsqu'il se lie d'amitié avec Krokmou, une Furie Nocturne.
Leur lien improbable révèle la véritable nature des dragons, remettant en question les fondements mêmes de la société viking.

## Fiche technique
Sauf indication contraire, les informations mentionnées dans cette section peuvent être confirmées par les bases de données cinématographiques  présentes dans la section « Liens externes ».
- Titre original : How to Train Your Dragon
- Titre français : Dragons
- Réalisation et scénario : Dean DeBlois, d'après le film d'animation Dragons lui-même inspiré des romans Harold et les Dragons de Cressida Cowell
- Musique : John Powell
- Décors : Dominic Watkins
- Costumes : Lindsay Pugh
- Photographie : Bill Pope
- Montage : Wyatt Smith
- Production : Marc Platt, Dean DeBlois et Adam Siegel
  - Production déléguée : David Cain
- Sociétés de production : DreamWorks Animation et Marc Platt Productions
- Société de distribution : Universal Pictures
- Pays de production :  États-Unis
- Langue originale : anglais
- Format : couleur — 2,35:1
- Genre : fantastique, aventures, action
- Durée : 125 minutes
- Dates de sortie[1] : 
  - France : 11 juin 2025[2]
  - États-Unis : 13 juin 2025

## Distribution
Sauf indication contraire, les informations mentionnées dans cette section peuvent être confirmées par les bases de données cinématographiques  présentes dans la section « Liens externes ».
- Mason Thames (VF : Andrea Santamaria) : Harold Horrib' Haddock III (Hiccup Horrendous Haddock III en VO)
- Nico Parker (VF : Léana Montana) : Astrid Hofferson
- Gerard Butler (VF : Boris Rehlinger) : Stoïk la Brute (the Vast en VO)
- Nick Frost (VF : Philippe Bozo) : Gueulfor (Gobber the Belch en VO)
- Gabriel Howell (VF : Clément Corinthe) : Rustik Jorgenson (Snotlout Jorgenson en VO)
- Julian Dennison (en) (VF : Matt Mouredon) : Varek Ingerman (Fishlegs Ingerman en VO)
- Bronwyn James (VF : Emma Santini) : Kognedur Thorston (Ruffnut Thorston en VO)
- Harry Trevaldwyn (en) (VF : Baptiste Mège) : Kranedur Thorston (Tuffnut Thorston en VO)
- Murray McArthur (en) (VF : Franck Vincent) : Glock
- Peter Serafinowicz (VF : Donald Reignoux) : Mastok Jorgenson (Spitelout Jorgenson en VO)
- Naomi Wirthner : Gothik
- Ruth Codd (en) (VF : Joséphine Ropion) : Phlegma
- Andrea Ware (VF : Claude Perron) : Burnheart
- Anna Leong Brophy (VF : Cindy Tempez) : Retcha
- Marcus Onilude (VF : Sourou Ouadodji) : Snorti
- Peter Selwood (VF : Raphaël Cohen) : Drül
- Daniel-John Williams (VF : Philippe Sudjian) : Fungi
- Kate Kennedy (VF : Cindy Tempez) : Flatula
- Selina Jones (VF : Clémence Boissé) : Loogi
- Nick Cornwall (VF : Thierry Walker) : Hürl
- Samuel Johnson : Skaldor
- Ben Essex (VF : Mhamed Arezki) : un viking

Source VF : Crédits du doublage français à l'issue du générique de fin.

## Production

### Genèse et développement
En février 2023, il est annoncé qu'Universal Pictures développe un remake en prise de vues réelles du film d'animation Dragons (2010) de DreamWorks Animation, lui-même adapté de la série de romans Harold et les Dragons de Cressida Cowell. Déjà à l’œuvre sur les trois films d'animation, Dean DeBlois est annoncé comme réalisateur, ainsi que comme scénariste et producteur. Marc Platt et Adam Siegel produisent également le film.

### Attribution des rôles
En mai 2023, Mason Thames et Nico Parker sont respectivement annoncés dans les rôles de Hiccup (Harold en VF) et Astrid. En janvier 2024, Gerard Butler est confirmé dans le rôle de Stoïk auquel il a prêté sa voix dans les films d'animation. Nick Frost, Julian Dennison, Gabriel Howell, Bronwyn James et Harry Trevaldwyn (en) sont également confirmés dans les rôles de Gobber, Fishlegs, Snotlout, Ruffnut et Tuffnut,.
En mars 2024, Ruth Codd (en) est annoncée pour incarner Phlegma.

### Tournage
Le tournage doit initialement débuter en juillet 2023 à Belfast en Irlande du Nord, avant d'être finalement reporté en raison de la grève SAG-AFTRA 2023,. Après la fin du conflit, des essais filmés sont réalisés en décembre 2023. Le tournage débute officiellement le 15 janvier 2024,. Il est précisé que l'équipe utilisera le plus possible des décors réels et effets spéciaux sur le plateau. Des prises de vues se déroulent également à Los Angeles.

### Musique
En mai 2023, John Powell est annoncé comme compositeur de la musique du film, après avoir travaillé sur la trilogie d'animation. La bande originale paraît le 13 juin 2025, avec un total de 33 titres.

## Sortie et accueil
Dragons doit initialement sortir le 14 mars 2025 aux États-Unis. La sortie est cependant repoussée en raison de la grève SAG-AFTRA 2023 et est finalement fixée au 13 juin 2025. Le film sort deux jours plus tôt en France.
| Pays ou région | Box-office        | Date d'arrêt du box-office | Nombre de semaines |
| -------------- | ----------------- | -------------------------- | ------------------ |
| États-Unis     | 257 008 000 $     | en cours                   | 6                  |
| France         | 2 499 828 entrées | en cours                   | 9                  |
| Allemagne      | 1 068 769 entrées | en cours                   | 6                  |
| Espagne        | 1 902 683 entrées | en cours                   | 6                  |
| Brésil         | 5 162 497 entrées | en cours                   | 6                  |
| Russie         | 814 856 entrées   | en cours                   | 6                  |
| Italie         | 1 174 807 entrées | en cours                   | 6                  |
| Corée du Sud   | 1 758 798 entrées | en cours                   | 6                  |
| Chine          | 6 649 069 entrées | en cours                   | 6                  |
| Total mondial  | 595 187 000 $     | en cours                   | 6                  |

## Suite
Le 2 avril 2025, au CinémaCon, Univeral Pictures annonce qu'un remake live-action du second opus de la trilogie d'animation, Dragons 2, est en cours de développement, avec une sortie prévue pour le 11 juin 2027,.

## Autour du film
- Après avoir incarné Harold Horrib' Haddock III pendant 9 ans dans les doublages français de la franchise Dragons, Donald Reignoux fait un caméo vocal en interprétant la voix française de Mastok Jorgenson dans ce film.